# Верховный суд Намибии
Верхо́вный су́д Нами́бии (англ. Supreme Court of Namibia) — высшая судебная инстанция в Намибии; рассматривает все категории дел, в том числе даёт официальное толкование конституции.
Судебная система Намибии является трёхступенчатой: на низшем уровне действуют местные суды, далее в иерархии находится апелляционный Высокий суд, и самый высокий уровень занимает Верховный суд.
Все судьи Верховного суда назначаются Президентом по предложению Комиссии по вопросам правосудия. В состав данной комиссии по должности входят главный судья и судьи Верховного суда, Генеральный прокурор, а также два представителя от профессиональных сообществ адвокатов и юристов Намибии.
Главный судья осуществляет свои полномочия пожизненно, к нему принято обращаться «Ваша светлость, почётный главный судья» (англ. His Lordship, the Honourable Chief Justice).

## История
Верховный суд был создан 21 марта 1990 года в день провозглашения независимости Намибии. Он является правопреемником ранее существовавшего Верховного суда Юго-Западной Африки, когда страна ещё находилась под управлением ЮАР. Прежний верховный суд в отличие от нынешнего никогда не был высшей судебной инстанцией в государстве, поскольку все его решения могли быть обжалованы в Апелляционной коллегии Верховного суда ЮАР.

## Юрисдикция
Верховный суд пересматривает решения Высокого суда по всем категориям дел, а также решения любых иных судов (в основном в случаях, когда суды неправильно применили норму закона или не так его интерпретировали). Также на него возложена функция конституционного суда. Он проверяет на соответствие конституции принимаемых парламентом законов и иных правовых актов, в том числе даёт толкование конституции. Все решения суда имеют обязательный характер для всех государственных органов.
Верховный суд всегда рассматривает дела как первая инстанция, в случае, если к нему напрямую обращается Генеральный прокурор.
Все дела подлежат рассмотрению в составе обязательно из трёх судей.

## Здание суда
Строительство здания началось в 1990 году и окончательно завершилось в 1996 году. Оно расположено в самом центре Виндхука. Спроектировано в северо-африканском стиле, чтобы не повторять строения колониальной эпохи, характерные для европейских стран, тем самым такой подход символизирует независимость страны. Это единственное здание в Виндхуке, возведённое в сугубо африканском стиле архитектуры.